# Национальные демократы (Швеция)
Национальные демократы (швед. Nationaldemokraterna, ND) — ультраправая шведская националистическая политическая партия. Национал-демократы имели по одному месту в городских советах Сёдертелье и Хебю.

## История
Партия была основана в 2001 году бывшими участниками партии шведские демократы. Партия позиционирует себя как объединение националистов и этноплюралистов.
На парламентских выборах 2002 года партия получила всего 9248 голосов и, не преодолев 4-процентный барьер, в парламент не прошла, однако получила целых два места в городских советах — в Сёдертелье и Хебю. На следующих выборах в парламент партия, набрав всего 3064 голоса (0,06 %), потеряла мандат в Хебю, и в это же время получила мандат в Нюкварне. На парламентских выборах 2010 года партия потеряла все оставшиеся мандаты.